# کفترو
کفترو، روستایی است از توابع بخش ارم در شهرستان دشتستان استان بوشهرایران. مردم این روستا به زبان ترکی قشقایی تکلم می‌کنند به شغل کشاورزی، دامداری و باغداری مشغولند… وجود چشمه آب شیرین و باکیفیت در دامنه کوهی که این روستا در آنجا واقع گردیده باعث گردیده محصولات باغی با کیفیتی تولید گردد.. عمده تولیدات باغی این روستا خرمای زاهدی (قصبک) و کبکاب و مرکبات مثل لیمو ، پرتقال ، نارنج ، لیموشیرین و میوه های دیگری مثل انجیر ، انار و غیره بعمل میاید … همچنین در این روستا پتانسیل خوبی برای پرورش گل نرگسی وجود داره  و یک مزرعه گل نرگسی در پایین دست روستا مکانی بنام چم نرگسی واقع گردیده که در فصل زمستان یعنی دی ماه و بهمن ماه گردشگران زیادی برای دیدن آن به این روستا سفر می کنند...

## جمعیت
این روستا در دهستان دهرود قرار داشته و براساس سرشماری سال ۱۳۸۵ جمعیت آن ۱۸۸نفر (۵۱خانوار) می‌باشد.